# Encoches ou crans sur plan-film
 (avril 2011).
Si vous disposez d'ouvrages ou d'articles de référence ou si vous connaissez des sites web de qualité traitant du thème abordé ici, merci de compléter l'article en donnant les références utiles à sa vérifiabilité et en les liant à la section « Notes et références ».
Les encoches ou crans sur les plans-films permettent d'identifier les marques et types d'émulsion (sensibilité, couleur, noir & blanc, inversible). Ils permettent aussi de savoir dans quel sens charger les plans-films et d'empêcher les laborantins de se tromper de procédé.

## Encoches et sensibilités ISO des plans-films Kodak
| Type                                  | Code                               | Lumière du jour Sensibilité ISO/DIN |                  | Tungstène ISO/DIN |
| ------------------------------------- | ---------------------------------- | ----------------------------------- | ---------------- | ----------------- |
| Commercial 6127, 4127                 | __________ __ _____ \/ \|__\|      | 20/14                               | 8/10             |                   |
| Contrast Process Pan 4155             | ______ _ ___ _ ____ \/ \/ \/ \/    | 100/21                              | 80/20            |                   |
| Contrast Process Ortho 4154           | ______ _ ___ _____ \/ \/ \|__\|    | 100/21                              | 50/18            |                   |
| Ektapan 4162                          | ____________ _ ___ \/ \|___\|      | 100/22                              | 100/22           |                   |
| Fine Grain Positive 7302              | _______________ ___ \|___\|        | 40/17                               | 10/11            |                   |
| Kodalith Ortho 2556, Type 3           | Unnotched                          | 10/15                               | 6/9              |                   |
| Kodalith Pan 2568                     | _______ _ ___ _____ \/ \/ \/       | 40/17                               | 36/16            |                   |
| Plus-X Pan Professional 4147          | ____ _ _ ___ __ \/ \/ \/ \|___\|   | 125/22                              | 125/22           |                   |
| Tri-X Pan Professional 4164           | _________ _ _ _____ \/ \/ \/       | 320/26                              | 320/26           |                   |
| Tri-X 320 (TXP)                       | _______ _ ___ \/\/\/ \|__\|        | 320/26                              | 320/26           |                   |
| Super-XX Pan 4142                     | ____________ _ _____ \/ \/         | 200/24                              | 200/24           |                   |
| Tri-X Ortho 4163                      | __ _ ____ _ __ \/ \/ \__/ \__/     | 320/26                              | 200/24           |                   |
| Royal-X Pan 4166                      | ___ _ _ ___ ___ \/ \/ \/ \|___\|   | 1250/32                             | 1250/32          |                   |
| Royal Pan 4141                        | ____________ ___ ___ \/ \/         | 400/27                              | 400/27           |                   |
| T-Max 100 Professional 5052           | _____ ________ _____ \/ \/         | 100/21                              | 100/21           |                   |
| T-Max 100 (100TMX)                    | _________ ____ \/\/\/\/            | 100/21                              | 100/21           |                   |
| T-Max 400 Professional 5053           | _______ _ _ ____ \/ \/ \|___\|     | 400/27                              | 400/27           |                   |
| T-Max 400 (400TMY)                    | _________ _ ___ \/\/ \|__\|        | 400/27                              | 400/27           |                   |
| Professional Copy 4125                | __ ____ _ _ __ \/ \/ \__/ \__/     | 25/15                               | 12/12            |                   |
| Pan Masking Film 4570                 | __ __________ __ __ \/ \/ \/       |                                     |                  |                   |
| Matrix Film 4150                      | _ _ _ ____ ___ \/ \/ \__/ \__/     |                                     |                  |                   |
| Pan Matrix 4149                       | __ ____ ____ ______ \/ \/ \/       |                                     |                  |                   |
| Separation Negative 4131, Type 1      | ____ _ _ ______ \/ \__/ \__/       |                                     |                  |                   |
| Separation Negative 4133, Type 2      | _______ __ _____ \__/ \__/         |                                     |                  |                   |
| High Speed Infrared 4143              | ____ __ __ __ ___ \/ \/ \/ \|___\| |                                     |                  |                   |
| Ektachrome 64 Professional 6117       | ___________ _ __ ╰----╯ \/         | 64/19                               | 16/13 (with 80A) |                   |
| Ektachrome 100 Professional 6122      | _____ _ _ _ __ \/ ╰----╯ \/ \/     | 100/21                              | 25/15 (with 80A) |                   |
| Ektachrome 100 Plus Professional 6105 | ________ _ _ __ ╰----╯ \/ \/       | 100/21                              | 25/15 (with 80A) |                   |
| Ektachrome 200 Professional 6176      | __ _ _ _ _ __ \/ \/ ╰----╯ \/ \/   | 200/24                              | 50/18 (with 80A) |                   |
| Ektachrome 64T Professional 6118      | ________ _ _ __ \/ ╰----╯ \/       | 40/17 (with 85B)                    | 64/19            |                   |
| Ektachrome Duplicating 6121           | _____ _ _ _ __ \/ \/ ╰----╯ \/     |                                     |                  |                   |

## Encoches et sensibilités ISO des plans-films Ilford
| Type                         | Code                         | Lumière du jour Sensibilité ISO/DIN |       | Tungstène ISO/DIN |
| ---------------------------- | ---------------------------- | ----------------------------------- | ----- | ----------------- |
| Ortho Plus                   | _______________ _____ ╰╯     | 80/20                               | 40/17 |                   |
| FP4 Plus (New)               | __ ___ ______ ___ ╰-╯ ╰╯ ╰-╯ | 125/22                              |       |                   |
| FP4 Plus (Old)               | ________ _______ ___ ╰╯ ╰╯   | 125/22                              |       |                   |
| HP5 Plus (New)               | __ ______ ___ ___ ╰-╯ ╰╯ ╰-╯ | 400/27                              |       |                   |
| HP5 Plus (Old)               | ___ ___ _______ ___ ╰╯ ╰╯ ╰╯ | 400/27                              |       |                   |
| Delta 100 Professional       | _ __ _ ___ _____ ╰-╯╰╯╰╯ ╰-╯ | 100/21                              |       |                   |
| Delta 400 Professional (New) | _ ____ _ _ _____ ╰-╯ ╰╯╰╯╰-╯ | 400/27                              |       |                   |
| Delta 400 Professional (Old) | __________ _ __ ___ ╰╯╰╯╰╯   | 400/27                              |       |                   |
| XP2 Super (New)              | _ __ _ _ __ ___ ╰-╯╰╯╰╯╰╯╰-╯ | 400/27                              |       |                   |
| XP2 Super (Old)              | ____ _ __ _ ______ ╰╯╰╯╰╯╰╯  | 400/27                              |       |                   |

## Encoches et sensibilités ISO des plans-films Fuji
| Type                                    | Code                            | Lumière du jour Sensibilité ISO/DIN |        | Tungstène ISO/DIN |
| --------------------------------------- | ------------------------------- | ----------------------------------- | ------ | ----------------- |
| Fujichrome Velvia                       | __________ ________ ╰---╯       | 50/18                               | 16/13  |                   |
| Fujichrome Velvia 100                   | _ ______ ________ ╰╯ ╰---╯      | 100/21                              | 32/16  |                   |
| Fujichrome Velvia 100F                  | __ __ __ ________ ╰╯╰╯╰---╯     | 100/21                              | 32/16  |                   |
| Fujichrome Astia 100F                   | _ _ ____ ________ ╰╯╰╯ ╰---╯    | 100/21                              | 32/16  |                   |
| Fujichrome Provia 100F                  | _______ _ _ ____ ╰╯╰---╯╰╯      | 100/21                              | 32/16  |                   |
| Fujichrome T64                          | _______ _ _ __ _ ╰╯╰---╯╰╯╰╯    | 64/19                               | 32/16  |                   |
| Fujicolor Pro 160S                      | ________ ___ __ \_____/ ╰╯ O    | 160/23                              | 50/18  |                   |
| Fujicolor Pro 160C                      | __ _____ _______ ╰╯ \_____/ O   | 160/23                              | 50/18  |                   |
| Fujicolor NPL 160                       | __ _ __ ___ __ ╰╯╰╯ \____/ ╰╯ 0 | 100/21                              | 160/23 |                   |
| Fujichrome Duplicating Film CDU Type II | __________ ____ __ ╰---╯ ╰╯     |                                     |        |                   |
| Fujicolor Internegative Film            | __________ _ ___ \____/ ╰-╯ 0   |                                     |        |                   |

## Liens
- Paul Butzi's Readyload/Quickload review
- Readyload/Quickload information from largeformatphotography.info
- Sheet Film and Roll Film Holders for large format cameras
- (en) More notch codes on this reference page